# Aes rude

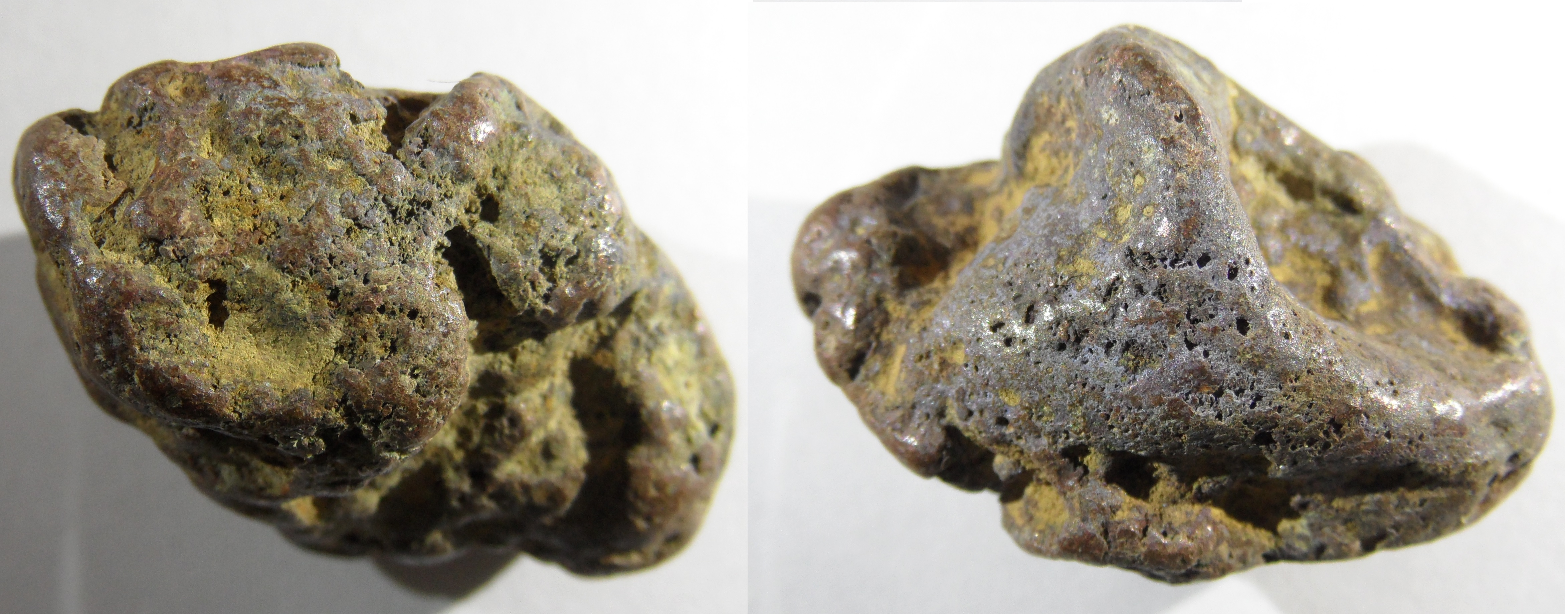
Bronze aes rude dels segles V-IV aC Itàlia.

Aes rude (en llatí aes bronze) va ser una palleta de bronze usada com una mena de protomoneda a l'antiga Itàlia, abans de l'ús de monedes encunyades fetes de metalls preciosos.
La moneda va començar a utilitzar-se a Àsia Menor al voltant de l'any 600 aC. Pel 500 a.C. el seu ús havia estat difós per les principals ciutats gregues. En comparació amb altres civilitzacions del món mediterrani, la moneda va començar a utilitzar tardanament a la República Romana. Els romans van mantenir fins a finals del segle iv aC un sistema primitiu -propi d'un poble eminentment rural- en què caps de bestiar (pecus) i tosques barres de bronze (aes rude) eren utilitzades com a mitjans d'intercanvi. El llatí va conservar el record d'aquest període en el seu vocable per designar els diners, pecunia (de pecus). Un sistema semblant era utilitzat per altres pobles d'Itàlia, atès que no s'hi troben jaciments de plata i or. Només les colònies gregues del sud de la península emetien monedes d'aquests metalls preciosos seguint la pràctica comuna a les seves metròpolis. Elles obtenien, però, aquests metalls mitjançant el comerç.
La peça d' aes rude més antiga que es conserva data de principis del segle viii aC i fins a finals del segle iv aC, i va ser fosa al centre d'Itàlia. És, senzillament, de bronze, amb forma vaga com un lingot grumoll. Només més tard es va fer habitual marcar aquests grumolls i, finalment, convertir-los en una forma estàndard (la forma de disc rodó i prim encara avui en ús).